# ATP Challenger Ponte Vedra Beach
Der ATP Challenger Ponte Vedra Beach (offiziell: Ponte Vedra Beach Challenger) war ein Tennisturnier, das von 1990 bis 1994 jährlich in Ponte Vedra Beach, Florida, stattfand. Es gehörte zur ATP Challenger Tour und wurde im Freien auf Hartplatz gespielt.

## Liste der Sieger

### Einzel
| Jahr | Sieger                 | Finalgegner    | Ergebnis      |
| ---- | ---------------------- | -------------- | ------------- |
| 1994 | Vincent Spadea         | Kevin Ullyett  | 6:3, 6:4      |
| 1993 | Jean-Philippe Fleurian | Maurice Ruah   | 7:6, 3:6, 6:2 |
| 1992 | Luis-Enrique Herrera   | Jaime Yzaga    | 7:5, 6:4      |
| 1991 | Jonathan Stark         | Kelly Evernden | 6:3, 6:1      |
| 1990 | Tommy Ho               | Chris Pridham  | 7:6, 6:4      |

### Doppel
| Jahr | Sieger                         | Finalgegner                    | Ergebnis      |
| ---- | ------------------------------ | ------------------------------ | ------------- |
| 1994 | Paul Annacone Kelly Jones      | Ross Matheson Dick Norman      | 6:7, 6:4, 6:3 |
| 1993 | Sébastien Lareau Daniel Nestor | Maurice Ruah Laurence Tieleman | 2:6, 6:1, 6:4 |
| 1992 | Jared Palmer Jim Pugh          | Nicolás Pereira Daniel Vacek   | 1:6, 6:3, 6:2 |
| 1991 | Steve DeVries Kenny Thorne     | Shelby Cannon Roger Smith      | 7:5, 7:6      |
| 1990 | Doug Flach Ken Flach           | Royce Deppe Bret Garnett       | 6:3, 2:6, 6:4 |